# Блажени (Хунедоара)
Блажени (рум. Blăjeni) насеље је у Румунији у округу Хунедоара у општини Блажени. Oпштина се налази на надморској висини од 497 m.

## Становништво
Према подацима из 2002. године у насељу је живело 1530 становника, од којих су сви румунске националности.

### Хронологија
| Година       | 1992 | 1993 | 1994 | 1995 | 1996 | 1997 | 1998 | 1999 | 2000 | 2001 | 2002 | 2003 | 2004 | 2005 | 2006 | 2007 | 2008 | 2009 | 2010 | 2011 | 2012 | 2013 | 2014 | 2015 | 2016 | 2017 |
| ------------ | ---- | ---- | ---- | ---- | ---- | ---- | ---- | ---- | ---- | ---- | ---- | ---- | ---- | ---- | ---- | ---- | ---- | ---- | ---- | ---- | ---- | ---- | ---- | ---- | ---- | ---- |
| Становништво | 1894 | 1858 | 1814 | 1769 | 1741 | 1689 | 1668 | 1613 | 1592 | 1546 | 1508 | 1474 | 1443 | 1411 | 1347 | 1302 | 1280 | 1247 | 1215 | 1174 | 1160 | 1118 | 1109 | 1097 | 1087 | 1063 |